# Kyburg ZH
| ZH ist das Kürzel für den Kanton Zürich in der Schweiz. Es wird verwendet, um Verwechslungen mit anderen Einträgen des Namens Kyburg zu vermeiden. |

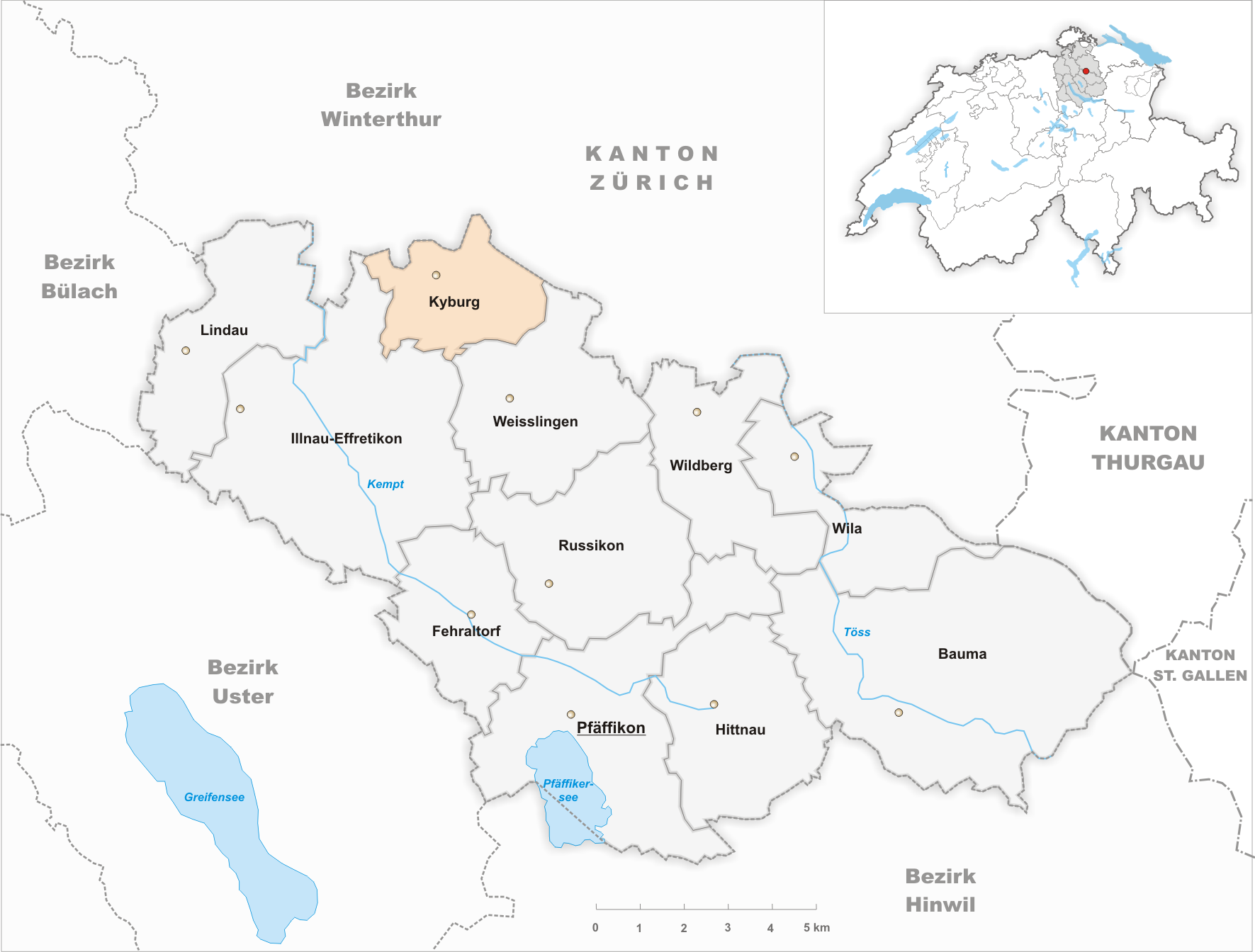
Gemeindestand vor der Fusion am 1. Januar 2016

Kyburg (zürichdeutsch Chiiburg [ˈχiːbʊrɡ], älter Chiibèrg [ˈχiːbɛrɡ]) ist ein Dorf in der Zürcher Gemeinde Illnau-Effretikon. Dominiert wird es vom Schloss Kyburg.
Bis Ende 2015 bildete Kyburg eine eigenständige politische Gemeinde. Zu ihr gehörten auch die Weiler Billikon, Brünggen, Ettenhusen, Mülau, Neu-Brünggen und Seemerrüti.

## Wappen
Blasonierung:
In Schwarz ein goldener Schrägbalken, begleitet von zwei schreitenden goldenen Löwen
Das Wappen wurde aus dem Wappen der Grafen zu Kyburg entnommen (siehe für einen geschichtlichen Abriss den Artikel Wappen des Kantons Thurgau).

## Geographie

Luftbild von Werner Friedli (1950)

Kyburg liegt auf einem Molassehügel fünf Kilometer südlich von Winterthur und der Töss. Das ehemalige Gemeindegebiet ist stark bewaldet (61,2 % der Fläche), der Landwirtschaft dienen 32 % der Gemeindefläche.

## Bevölkerung
| Jahr | Einwohner |
| ---- | --------- |
| 1634 | 148       |
| 1771 | 296       |
| 1850 | 374       |
| 1900 | 358       |
| 1950 | 386       |
| 2000 | 391       |
| 2005 | 365       |
| 2010 | 419       |
| 2015 | 411       |

## Politik
Gemeindepräsident vor der Fusion mit Illnau-Effretikon war zuletzt Kurt Bosshard (parteilos, Stand 2015).
Bei der Nationalratswahl 2015 erreichten die Parteien folgende Wähleranteile: SVP 43,2 %, SP 16,9 %, FDP 12,3 %, BDP 7,8 %, glp 5,8 %, Grüne 4,8 %, CVP 2,8 %, EVP 2,2 %, EDU 1,6 % und andere 2,6 %.

## Geschichte
Eine Siedlung Kyburg wurde 1262–1264 erstmals erwähnt. Die Geschichte des Dorfes ist eng verbunden mit derjenigen des gleichnamigen, erstmals 1027 erwähnten Schlosses Kyburg. Der Ort liegt an der Stelle der ehemaligen Vorburg. Diese war durch zwei Trockengräben von der Ebene abgetrennt, die die Siedlungsentwicklung prägten.
Durch Schenkungen erweiterten die Habsburger die städtischen Vorrechte der Siedlung. Durch Herzog Albrecht erhielt die Siedlung 1337 ein eigenes Gericht und wurde von den Steuern befreit. Als die Siedlung 1362 nach einem Brand wieder aufgebaut wurde, konnte sie sich weitere Vorrechte sichern. Herzog Leopold sprach der Siedlung 1370 einen Jahr- und einen Wochenmarkt zu. Der Markt wurde erst im 18. Jahrhundert aufgegeben.
Im Verlauf des Appenzellerkrieges 1407 wurden Städtchen und Schloss von den Schwyzern eingenommen. Im Alten Zürichkrieg wurde das befestigte Städtchen stark in Mitleidenschaft gezogen und wurde als offenes Dorf wieder aufgebaut. Als im Jahr 1424 die Grafschaft Kyburg an Zürich kam, blieben die Rechte des Städtchens gewahrt; es wurde ihm die Niedere Gerichtsbarkeit verliehen und das Marktrecht bestätigt. 1671 wurde die Landschreiberei von Pfäffikon nach Kyburg verlegt. 1798 gingen alle mittelalterlichen Privilegien verloren, und die Gemeinde wurde dem Distrikt Fehraltorf zugeteilt. Zwischen 1803 und 1815 gehörte sie zum Bezirk Uster-Grüningen. Während der Restauration wurde sie nochmals Sitz des Oberamtes Kyburg. Seit der Verwaltungsreform von 1831 gehört die Gemeinde Kyburg zum Bezirk Pfäffikon.
Am 24. November 2013 sprach sich das stimmberechtigte Volk von Kyburg mit einem Ja-Anteil von 75 % für eine Aufnahme von Fusionsverhandlungen mit Illnau-Effretikon aus. Den endgültigen Entscheid zur Fusion fällten die Stimmberechtigten in einer Volksabstimmung am 14. Juni 2015, die Kyburger mit 81 %, die Illnau-Effretiker mit 89 % Zustimmung; die Vereinigung fand am 1. Januar 2016 statt. Der Regierungsrat des Kantons Zürich subventionierte die Fusion mit 1,9 Millionen Franken.
Das Bundesamt für Statistik (BFS) führte Kyburg bis zur Fusion mit Illnau-Effretikon unter der BFS-Nummer 0175.

## Bilder

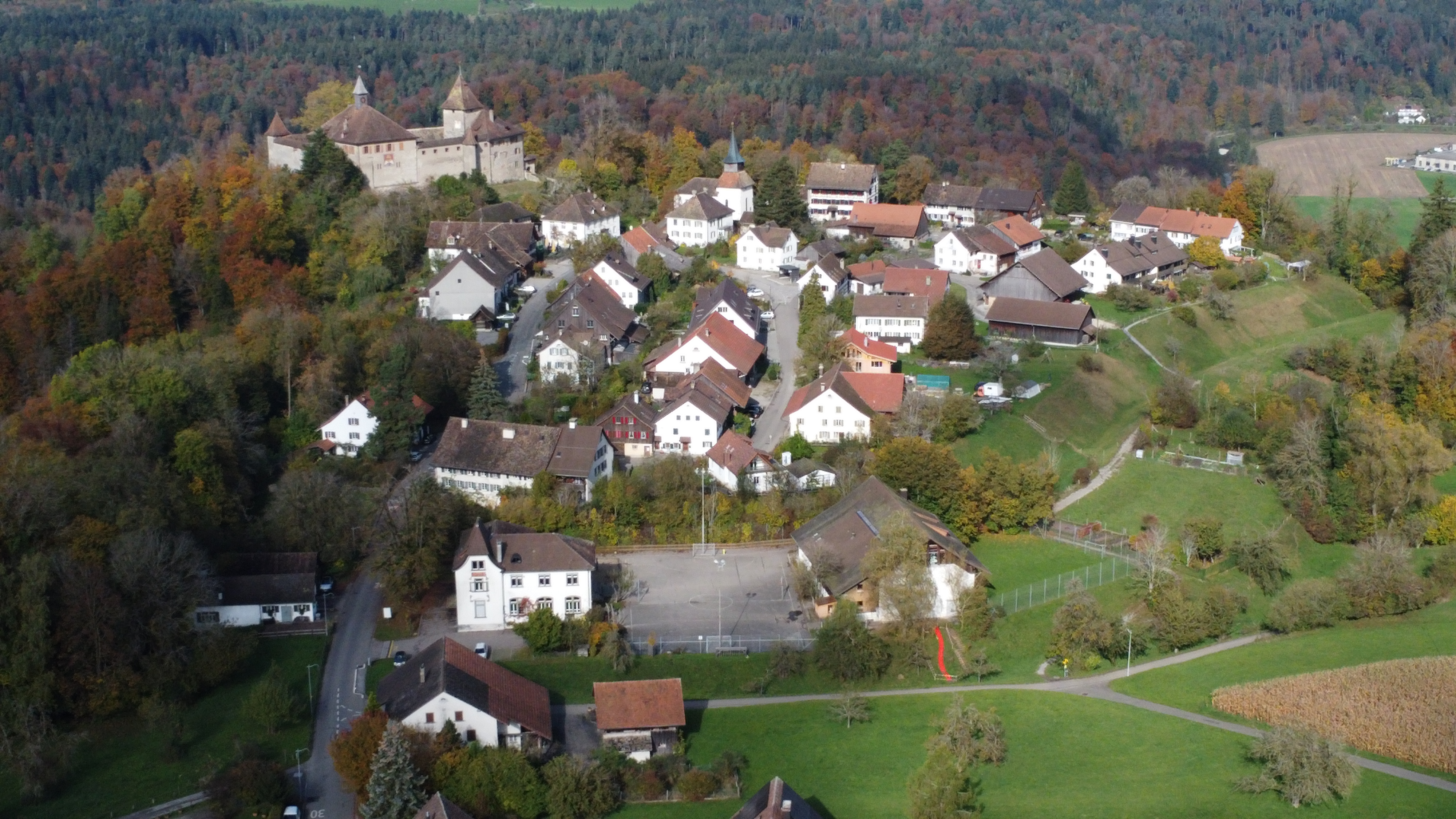
Dorf und Schloss Kyburg
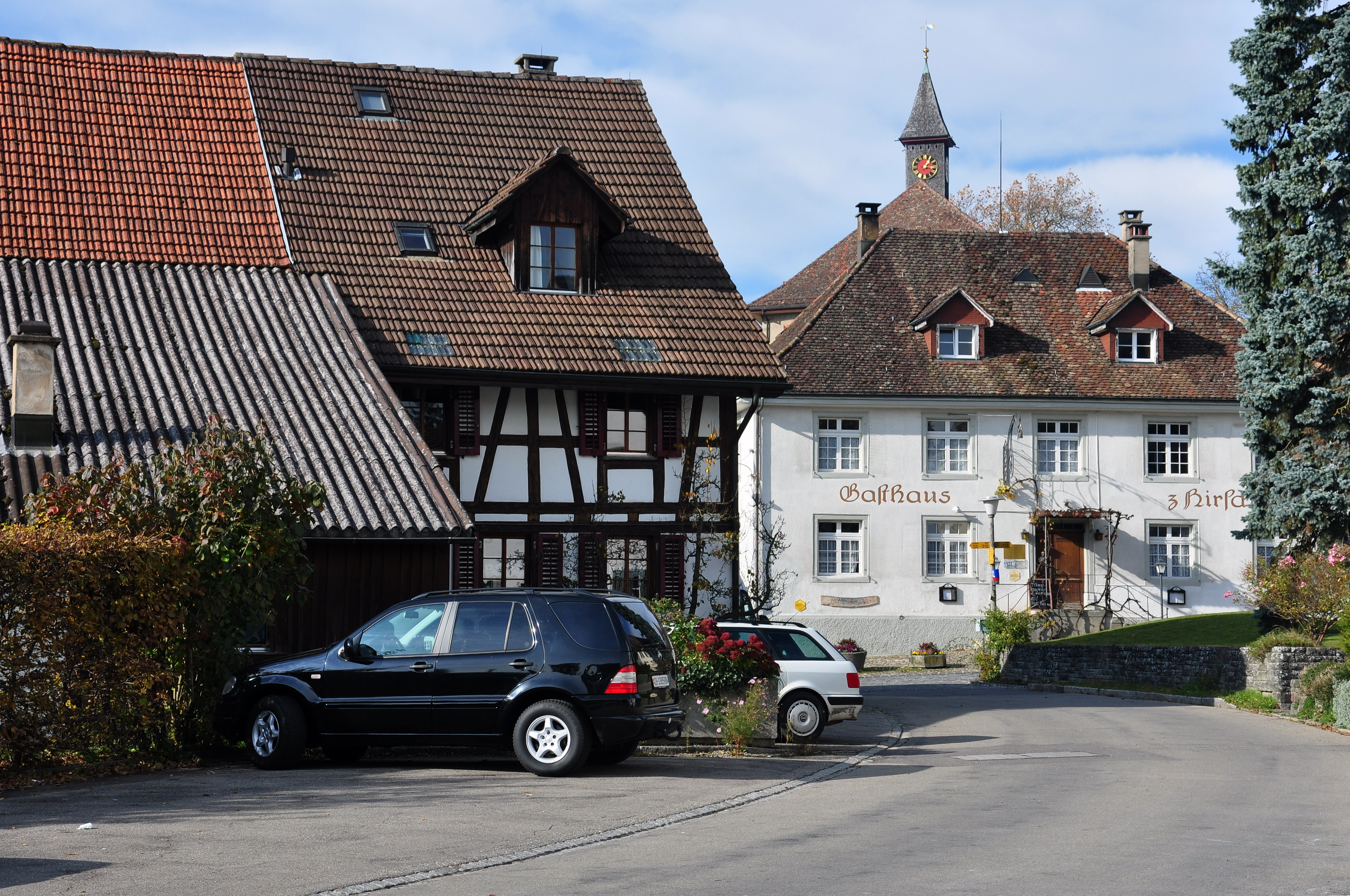
Dorfzentrum
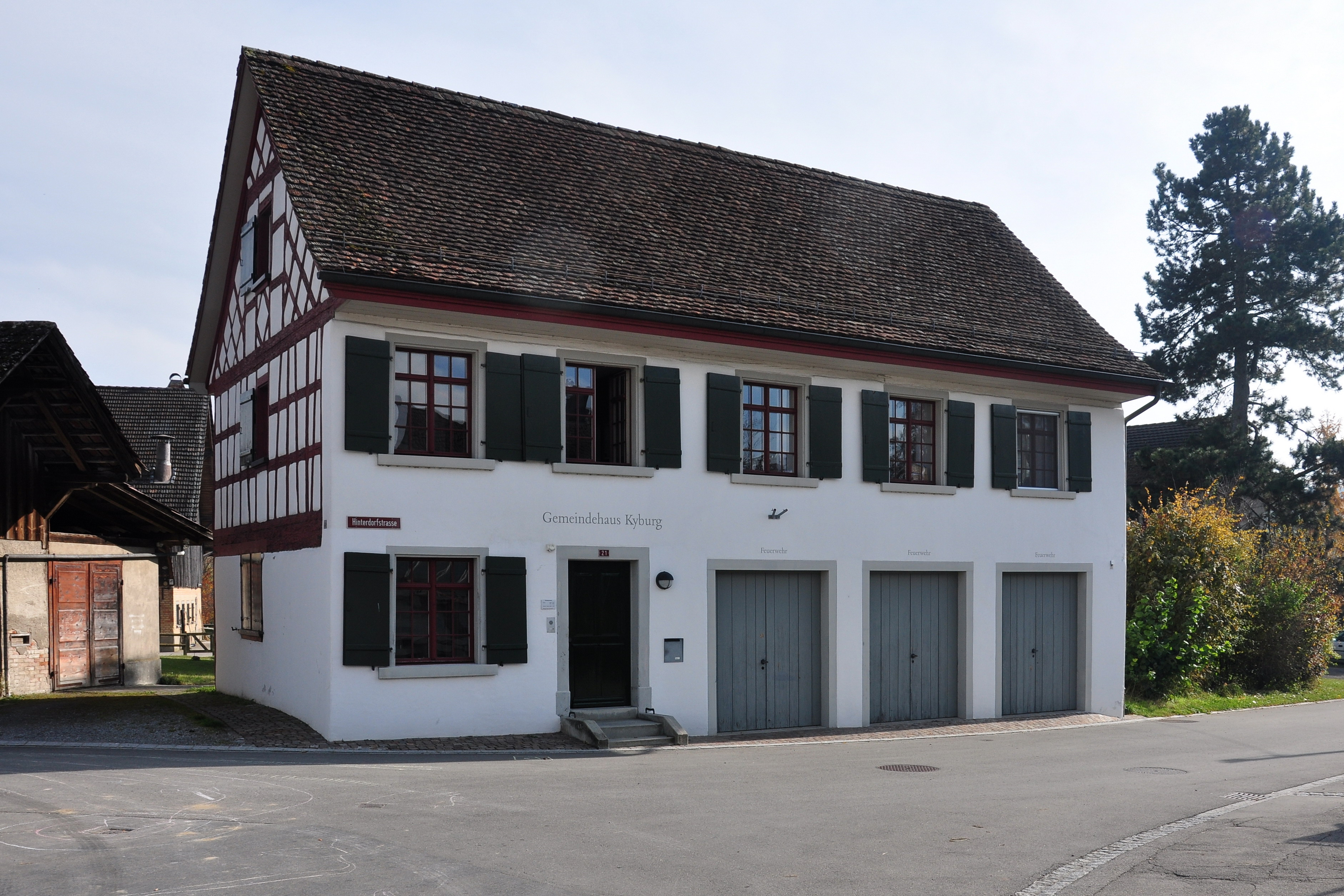
Gemeindehaus
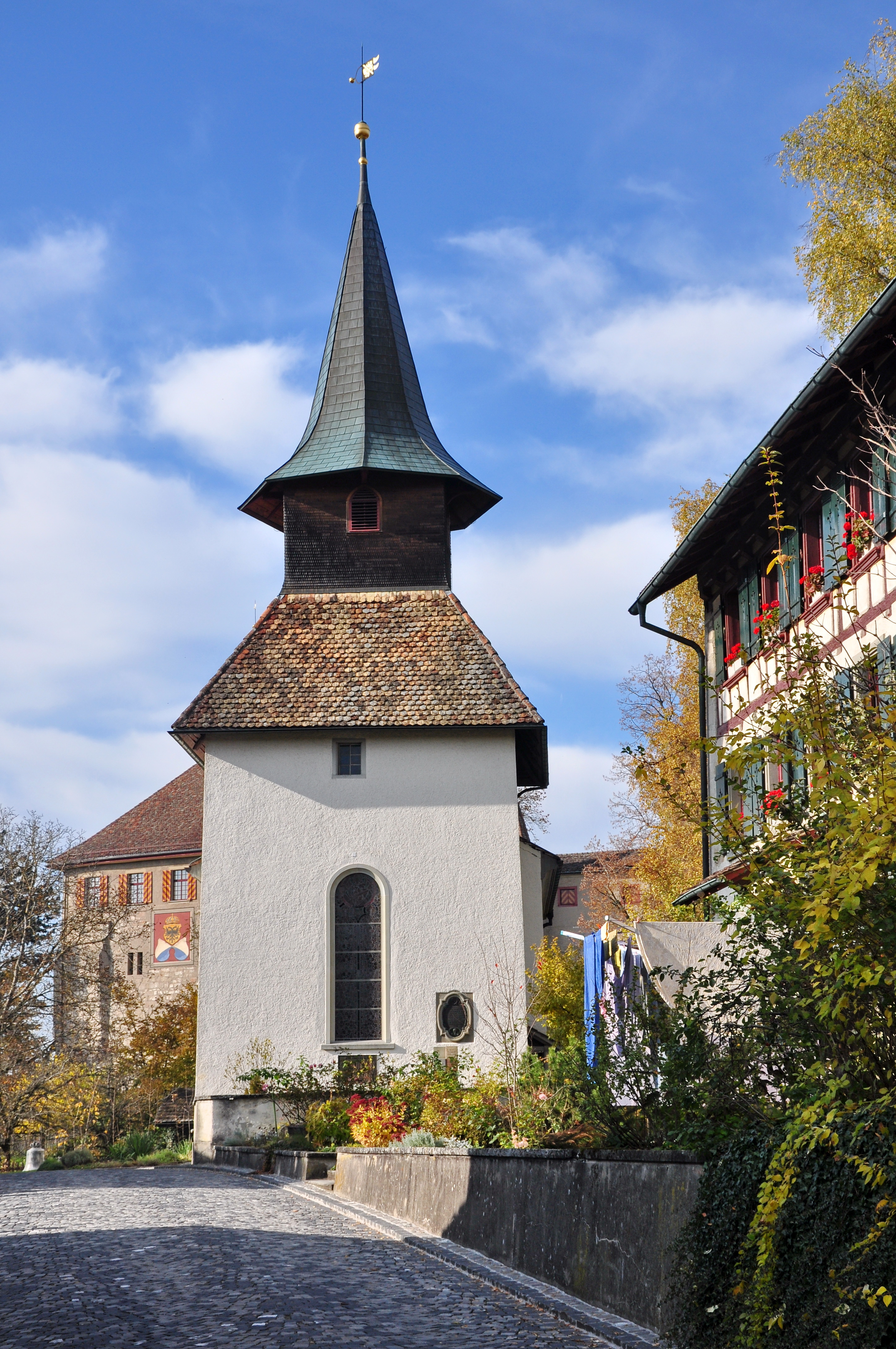
Das Dorfzentrum mit der Kirche, im Hintergrund Schloss Kyburg
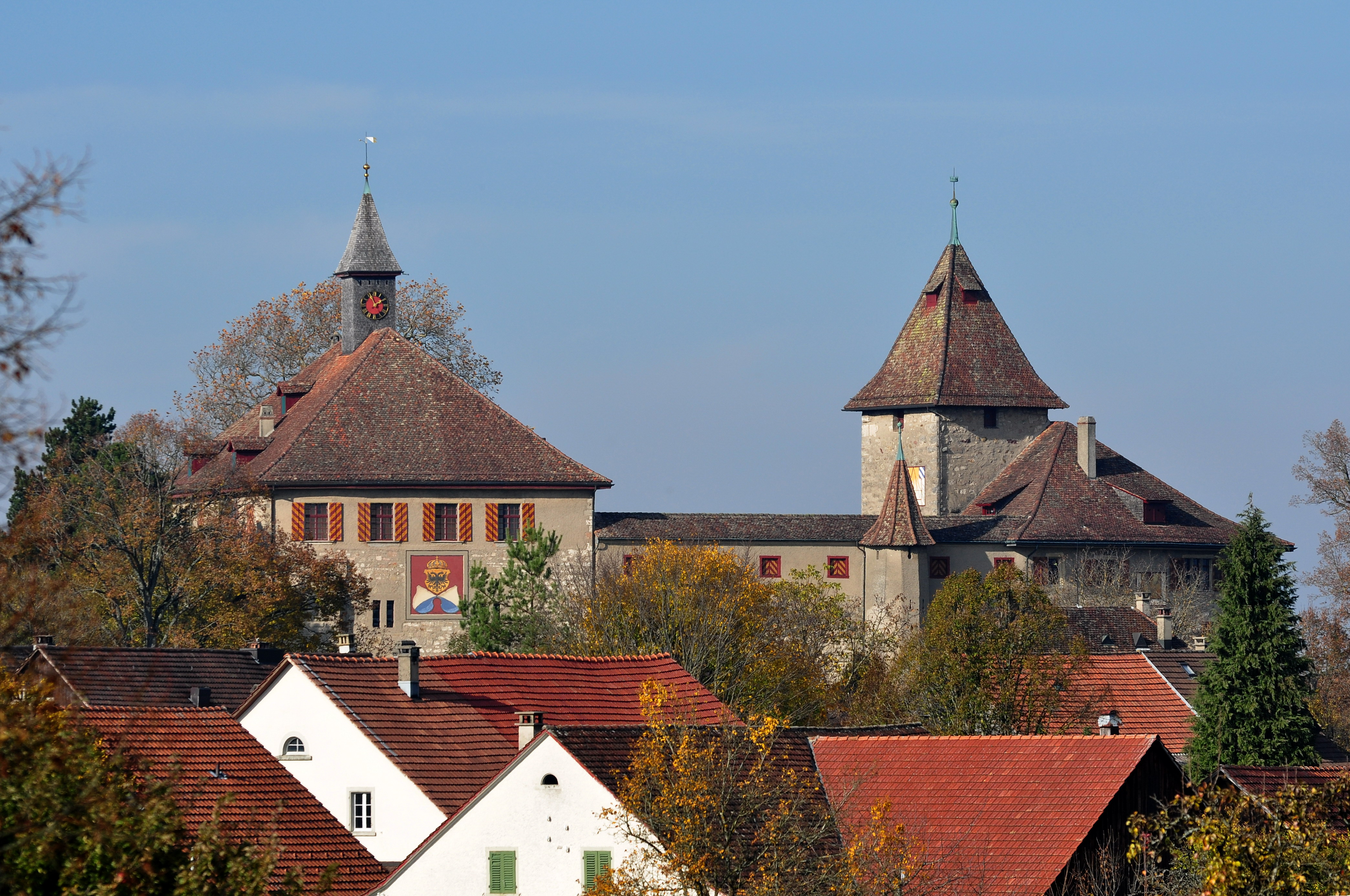
Schloss Kyburg

## Veranstaltungen
Jeden Sommer findet auf der Kyburg jeweils die Kyburgiade, ein internationales Kammermusikfestival, statt.

## Sehenswürdigkeiten
Neben dem Schloss Kyburg mit seiner Burgkapelle mit mittelalterlichen Wandmalereien gibt es etliche stattliche Gebäude. Neben der Kirche mit Pfarrhaus sind die ehemalige Kanzlei und das Gasthaus «Hirschen» erwähnenswert.
An der Strasse nach Winterthur-Sennhof führt eine gedeckte Holzbrücke von 1846 über die Töss.
Brandrütibach-Giessen, Wasserfall des Brandrütibachs, Kyburg-Billikon, 8 m, Koord.697179/255723
Mülitobel-Giessen, Wasserfall des Mülibachs, Kyburg-Ettenhusen, 8 m, Koord. 697933/257047
Töbelibach-Giessen, Kyburg-Ettenhusen, 4,5 m, Koord. 698241/256319

## Persönlichkeiten
- Jakob Schreiber (1921–1992), Chemiker